# Renúncia (livro)
Renúncia é uma obra de Francisco Cândido Xavier que, alegadamente, atribui a autoria ao espírito de Emmanuel. Sua primeira publicação foi no ano de 1944 pela Federação Espírita Brasileira.
Renúncia forma com os livros: Há Dois Mil Anos, Cinquenta Anos Depois, Paulo e Estevão e Ave, Cristo! a série de Romances Históricos, de Emmanuel.

## Sinopse
Renúncia encontra-se num espaço histórico deslocado dos demais livros da série, mas retratando o período conturbado que envolveu a instalação do Santo Ofício, a reforma protestante, as perseguições, a Companhia de Jesus.
Neste romance, Emmanuel descreve a existência de Alcíone, Espírito que passa por uma encarnação de renúncias e dedicação a todos que a cercam, demonstrando heroísmo e lealdade, na frívola Paris do reinado de Luís XIV. Apresenta o sacrifício de amor desse abnegado Espírito, que volta à luta terrestre para estar com aquele ser por quem havia intercedido no plano Espiritual, propondo-se ajudá-lo nas provas, expiações e reparações da nova existência na Terra. O grande amor do passado, os acertos e desacertos desse grupo que reencarna em conjunto para novas conquistas espirituais e a dedicação amorosa da doce Alcíone servem de moldura para o desenrolar ágil e envolvente dessa trama, marcada, também, por sentimentos violentos.
Alcíone, que na erraticidade habitava um planeta na órbita da estrela Sírius, seria a reencarnação de Célia, da história narrada no livro Cinquenta Anos Depois, e cuja lenda formada em torno de sua vida é registrada na história de Santa Marina.

## Análises acadêmicas
- Lignani, Ângela Maria de Oliveira - Inscrições Discursivas: A escrita de Chico Xavier. Dissertação de mestrado. UFMG, Belo Horizonte: 2000.